# 展枝假木贼
展枝假木贼（学名：Anabasis truncata）是苋科假木贼属的植物。分布在中亚、西伯利亚以及中国大陆的新疆等地，生长于海拔500米至2,100米的地区，一般生长在戈壁以及干山坡，目前尚未由人工引种栽培。